# Mount-Archer-Nationalpark
Der Mount-Archer-Nationalpark (engl.: Mount Archer National Park) ist ein Nationalpark im Osten des australischen Bundesstaates Queensland. Er liegt 522 Kilometer nordwestlich von Brisbane und direkt nordöstlich anschließend an das Stadtgebiet von Rockhampton. Hier beginnen die Tropen von Queensland.

## Landesnatur
Der Nationalpark liegt in den Berserker Ranges, deren höchster Gipfel der Mount Archer mit 604 Meter Höhe ist. Der Moores Creek hat sich tief in das Gebirge eingegraben.
In der Nachbarschaft liegen die Nationalparks Mount Etna Caves, Mount Jim Crow, Capricorn Coast und Rundle Range.

## Flora und Fauna
Die Vegetation im Park besteht hauptsächlich aus lichtem Eukalyptuswald mit gelegentlichen Einstreuungen von halbimmergrüner Regenwald.
Der Wald-Dickkopf (Colluricincla megarhyncha), der Weißbrauensericornis (Sericornis frontalis), der Riesenkauz (Ninox strenua) und der Braunkopf-Rabenkakadu gehören zu den im Park anzutreffenden Vogelarten.

## Einrichtungen
Das Zelten ist im Park nicht gestattet. Eine Straße führt zum Gipfel des Mount Archer, wo man klettern kann. Im Park gibt es etliche angelegte Wanderwege und Picknickplätze.
Der Nationalpark ist direkt über das Straßennetz von Rockhampton erreichbar.